# Île de Lamma

L'île de Lamma (en chinois 南丫島) aussi connue sous le nom de Pok Liu Chau (博寮洲) ou simplement Pok Liu (博寮), est la troisième plus grande île de Hong Kong.
Située au sud-ouest de l'île de Hong Kong, sa surface totale est de 13,55 kilomètres carrés, et elle compte une population d'environ 6 000 habitants. Ses deux ports principaux, Yung Shue Wan (榕樹灣) et Sok Kwu Wan (索罟灣), sont reliés par des lignes de ferry régulières avec Central (Quai numéro 4), sur l'île de Hong Kong (25 à 30 minutes pour la liaison Yung Shue Wan - Central). Yung Shue Wan est aussi relié avec Aberdeen (30 minutes de trajet).
Au contraire de l'agitation de l'île de Hong Kong et de Kowloon, sur le continent, Lamma est un lieu paisible et tranquille. Les constructions sont limitées à trois étages, et il n'y a pas de routes et donc de voitures, à l'exception de voiturettes pour les livraisons et autres transports indispensables (mini ambulances et camions de pompiers). Lamma est donc un havre de paix pour tous les amoureux de la nature cherchant à se loger à Hong Kong. Le cours de l'immobilier y étant bas, tant à la vente qu'à la location, Lamma a une importante communauté d'expatriés. Le côté village assure une bonne cohabitation entre toutes les franges de la population.
Le nom de Lamma vient de la forme de l'île, en forme de Y (ce qui correspond au caractère chinois "a"), et de Namm, qui signifie "sud". Le village au nord de l'île s'appelle Yung Shue Wan, à l'est  Sok Kwu Wan. La partie sud de l'île est très peu habitée. On y trouve tout de même Sham Wan, un site où reviennent tous les ans les tortues de mer. Il y a aussi un important site archéologique remontant à l'age du Bronze, fouillé dans les années 70 (3800-3000 av. J.-C.).

## Partie nord de l'île

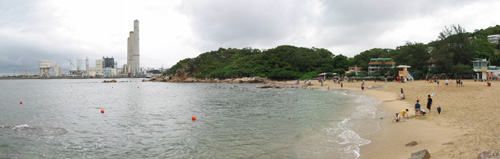
Centrale de Lamma vue depuis la plage de Hung Shing Ye

Yung Shue Wan (ce qui signifie baie des Banyans) est la partie la plus peuplée de Lamma Island. Il y a quelques dizaines d'années, c'était un centre important pour l'industrie du plastique. Aujourd'hui les usines ont été remplacées par les restaurants de poissons et fruits de mer, les pubs, épiceries et magasins vendant de l'artisanat oriental et indien, des produits écologiques, des vêtements et de la décoration intérieure. Cette partie de l'ile présente une forte proportion de jeunes et d'expatriés attirés par les prix bas des locations et la quiétude ambiante.
La centrale de Hong Kong est situe sur un site de 0,5 km2 a Po Lo Tsui (波羅咀), juste au sud de Yung She Wan. Ses trois hautes cheminées sont visibles depuis les iles voisines. Il s'agit d'une centrale moderne au charbon, qui pourvoit aux besoins de toute l'ile de Hong Kong, mais aussi de Lamma et de Ap Lei Chau (鴨脷洲), depuis 1990.

## Partie est

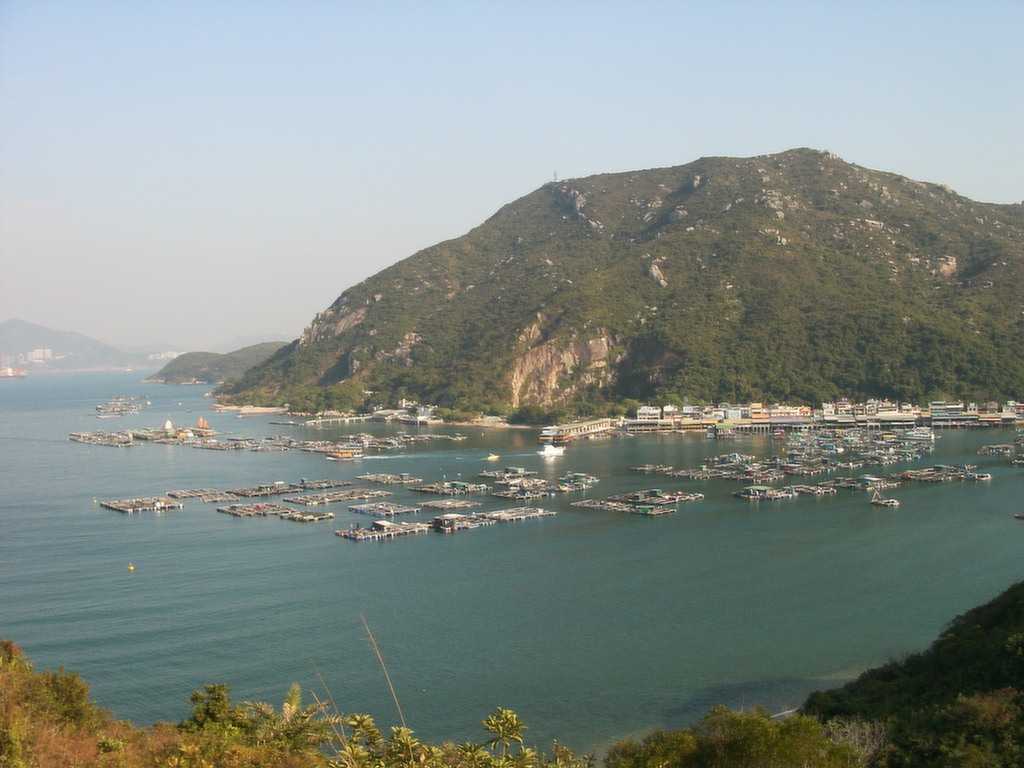
Bateaux de pêche et restaurants de poisson à Sok Kwu Wan

Le village de Sok Kwu Wan s'articule autour de sa rue principale en front de mer, qui consiste en un alignement de restaurants de fruits de mer. Le village a aussi la plus grande ferme maritime de Hong Kong. A dix minutes du village, la plage de Lo Shing, prisée par les touristes. Le chemin de randonnée entre Yung Shue Wan et Sok Kwu Wan est certainement un des lieux les plus préservés de Hong Kong. Les panoramas sont magnifiques, et attirent de nombreux Hong Kongais en fin de semaine. Le trajet prend environ une heure. On remarque au passage, près de Sok Kwu Wan, quelques grottes en bord de mer. Elles ont été creusées par les Japonais durant la deuxième guerre mondiale, et auraient été destinées à abriter des vedettes kamikazes. En tout cas, elles n'ont jamais servi avant la reddition du Japon et elles sont maintenant à l'abandon.

## Partie sud
Sham Wan est l'un des plus importants sites archéologiques de Hong Kong. Les fouilles ont montre une implantation humaine des 1600 av. J.-C.
C'est aussi un lieu de ponte pour la tortue verte, seule espèce de tortue présente à Hong Kong. Du premier juin au 31 octobre, le site est à accès restreint, pour permettre aux tortues de venir s'y installer.

## Villages
- Mo Tat
- Pak Kok
- Sok Kwu Wan
- Tung O
- Yung Shue Ha
- Yung Shue Wan